# Angélique Delahaye
Angélique Delahaye z domu Prudhon (ur. 22 lutego 1963 w Lyonie) – francuska polityk, przedsiębiorca rolny, działaczka organizacji zawodowych i samorządowiec, posłanka do Parlamentu Europejskiego VIII kadencji.

## Życiorys
Ukończyła studia z zakresu języków obcych na Université de Tours. Do 1989 pracowała w firmie produkującej komponenty elektroniczne, następnie dołączyła do przedsiębiorstwa rolnego męża, specjalizującego się w warzywnictwie na obszarze około 30 hektarów w Saint-Martin-le-Beau. W 2000 zaczęła kierować własnym gospodarstwem ogrodniczym. W latach 2001–2012 kierowała krajową federacją producentów warzyw, następnie została przewodniczącą organizacji SOLAAL skupiającej producentów rolnych.
Zaangażowała się w działalność polityczną w ramach Unii na rzecz Ruchu Ludowego (przekształconej w 2015 w partię Republikanie). Była radną Saint-Martin-le-Beau, a w 2014 została merem tej miejscowości (funkcję tę pełniła do 2020). W 2010 została wybrana do rady Regionu Centralnego. W 2014 z listy UMP uzyskała mandat eurodeputowanej VIII kadencji, który wykonywała do 2019.
Odznaczona m.in. Legią Honorową V klasy (2009).